# Benny Golson
Benny Golson (Filadelfia, Pensilvania, 25 de enero de 1929 - Nueva York, 21 de septiembre de 2024) fue un saxofonista tenor, compositor y arreglista estadounidense más asociado con los estilos bebop/hard bop jazz.  

## Biografía
En el instituto de Filadelfia, Pensilvania Golson tocó con otras jóvenes promesas musicales, como eran John Coltrane, Red Garland, Jimmy Heath, Percy Heath, Philly Joe Jones y Red Rodney. Después de su graduación en la Howard University, Golson entró en la banda de rhythm and blues de Bull Moose Jackson, donde Tadd Dameron, que fue una de las mayores influencias para Golson en sus composiciones, era el pianista de Jackson por aquel entonces. 
De 1953 a 1959 Golson tocó con la Dameron's band y con las bandas de Lionel Hampton, Johnny Hodges, Earl Bostic, Dizzy Gillespie y Art Blakey and the Jazz Messengers. 
Golson trabajaba con la orquesta de Lionel Hampton en el Apollo Theater de Harlem en 1956 cuando se enteró de que Clifford Brown, un destacado y querido trompetista de jazz que había hecho una temporada con él en la Dameron's band, había muerto en un accidente de tráfico. Golson se conmovió tanto por el suceso que compuso el tema "I Remember Clifford", como tributo a un magnífico músico y amigo. 
Golson ha compuesto otros estándares como "Stable Mates", "Killer Joe", "Whisper Not", "Along Came Betty" o "Are You Real?".
Desde 1959 hasta 1962 Golson codirigió el sexteto "The Jazztet" que había cofundado con Art Farmer. Más tarde abandonó el jazz para concentrarse en trabajo de orquesta y en estudio musical durante 12 años, en los cuales compuso música para series de televisión como Ironside, Room 222, M*A*S*H, y The Six Million Dollar Man. A mediados de sus años 70 Golson volvió a tocar y grabar jazz. En 1983 reorganizó el Jazztet.
En 1995, Golson recibió el premio NEA Jazz Masters del National Endowment for the Arts.
Golson apareció como cameo en la película La terminal, que recuerda su presencia en A Great Day in Harlem.
En 2004, participó como actor saxofonista en un bar en últimas escenas de la película La terminal cuyo protagonista, Tom Hanks, desea obtener un autógrafo suyo para cumplir una promesa a su padre.
En octubre de 2007, Golson recibió el Mellon Living Legend Legacy Award ofrecido por la Mid Atlantic Arts Foundation en una ceremonia celebrada en el Kennedy Center. En adición a esto, a lo largo del mismo mes ganó el University of Pittsburgh International Academy of Jazz Outstanding Lifetime Achievement Award en el XXXVII Concierto Anual de Jazz del Carnegie Music Hall.

## Discografía

### Como Solista
- Benny Golson's New York Scene (Fantasy Records, 1957)
- The Modern Touch (Fantasy Records, 1957)
- The Other Side of Benny Golson (Original Jazz Classics, 1958)
- Groovin' With Golson (Fantasy Records, 1959)
- Gone With Golson (Original Jazz Classics, 1959)
- Gettin' With It (Original Jazz Classics, 1959)
- Meet the Jazztet (Geffen, 1960)
- Stockholm Sojourn (Original Jazz Classics, 1964)
- Up, Jumped. Spring (LRC Ltd., 1990)
- Up Jumped Benny (Arkadia Jazz, 1997)
- Tenor Legacy (Arkadia Jazz, 1998)
- Tune In Turn On To The Hippest Commercials of the Sixties (Verve Records, 1999)
- That's Funky (Arkadia Jazz, 2000)
- One Day Forever (Arkadia Jazz, 2001)
- Terminal 1 (Concord Records, 2004)
- Free (Argo Records, 2004)
- Turning Point (Verve Records, 2005)
- The Masquerade Is Over (Azzurra Music, 2005)
- The Many Moods of Benny Golson (Arkadia Jazz, 2007)
- Take A Number From 1 to 10 (Verve Records, 2007)
- Three Little Words (Synergie OMG, 2007)

### Como Acompañante
- Moanin'
- Modern Art - Art Farmer